# Ko bom mrtev in bel
Ko bom mrtev in bel (srbohrvaško Kad budem mrtav i beo) je jugoslovanski črno-beli dramski film iz leta 1967, ki ga je režiral Živojin Pavlović po scenariju Ljubiše Kozomare in Gordana Mihića. V glavnih vlogah nastopajo Dragan Nikolić, Slobodan Aligrudić, Miodrag Andrić, Severin Bijelić, Dara Čalenić in Ljubomir Ćipranić. Zgodba prikazuje življenje mladega potepuha Džimija (Nikolić), ki se preživlja s sezonskimi deli. Po tem, ko ga odpustijo, začne sanjati o pevski karieri.
Film je bil premierno prikazan 27. decembra 1967 v jugoslovanskih kinematografih in je naletel na dobre ocene kritikov. Na Puljskem filmskem festivalu je osvojil glavno nagrado velika zlata arena za najboljši jugoslovanski film, ob tem pa še zlato areno za najboljšo režijo (Pavlović) in posebno nagrado za najboljšega igralca (Nikolić). Na Mednarodnem filmskem festivalu v Karlovih Varih je osvojil nagrado Mednarodnega združenja filmskih kritikov skupaj s filmom Memorias del subdesarrollo ter bil nominiran za nagrado zlati globus za najboljši film.. Filmski kritiki ga uvrščajo med najvidnejše predstavnike jugoslovanskega črnega vala v 1960-tih. Jugoslovanski filmski arhiv ga je uvrstil na drugo mesto lestvice najboljših jugoslovanskih filmov vseh časov.

## Vloge
- Dragan Nikolić kot Džimi Barka
- Slobodan Aligrudić kot upravnik Milutin
- Miodrag Andrić kot Ibro
- Severin Bijelić kot častnik
- Dara Čalenić kot Mica
- Ljubomir Ćipranić kot
- Aleksandar Gavrić kot Dule
- Olga Jančevecka kot
- Milan Jelić kot Džimijev sostanovalec
- Ljiljana Jovanović kot Džimijeva mati
- Snežana Lukić kot
- Petar Lupa kot šofer
- Vojislav Mićović kot delavec
- Branislav Ciga Milenković kot violinista
- Žika Milenković kot Stole
- Nikola Milić
- Predrag Milinković kot železničar
- Svetolik Nikačević
- Đorđe Pura
- Alenka Rančić
- Ružica Sokić kot Duška
- Milorad Spasojević kot novinar
- Neda Spasojević kot Lilica
- Borivoje Bora Stojanović
- Zorica Šumadinac kot Bojana
- Milivoje Tomić kot poslovodja
- Janez Vrhovec kot podpolkovnik JLA
- Vladan Živković kot Bubreg